# Bo-Bo-Bo

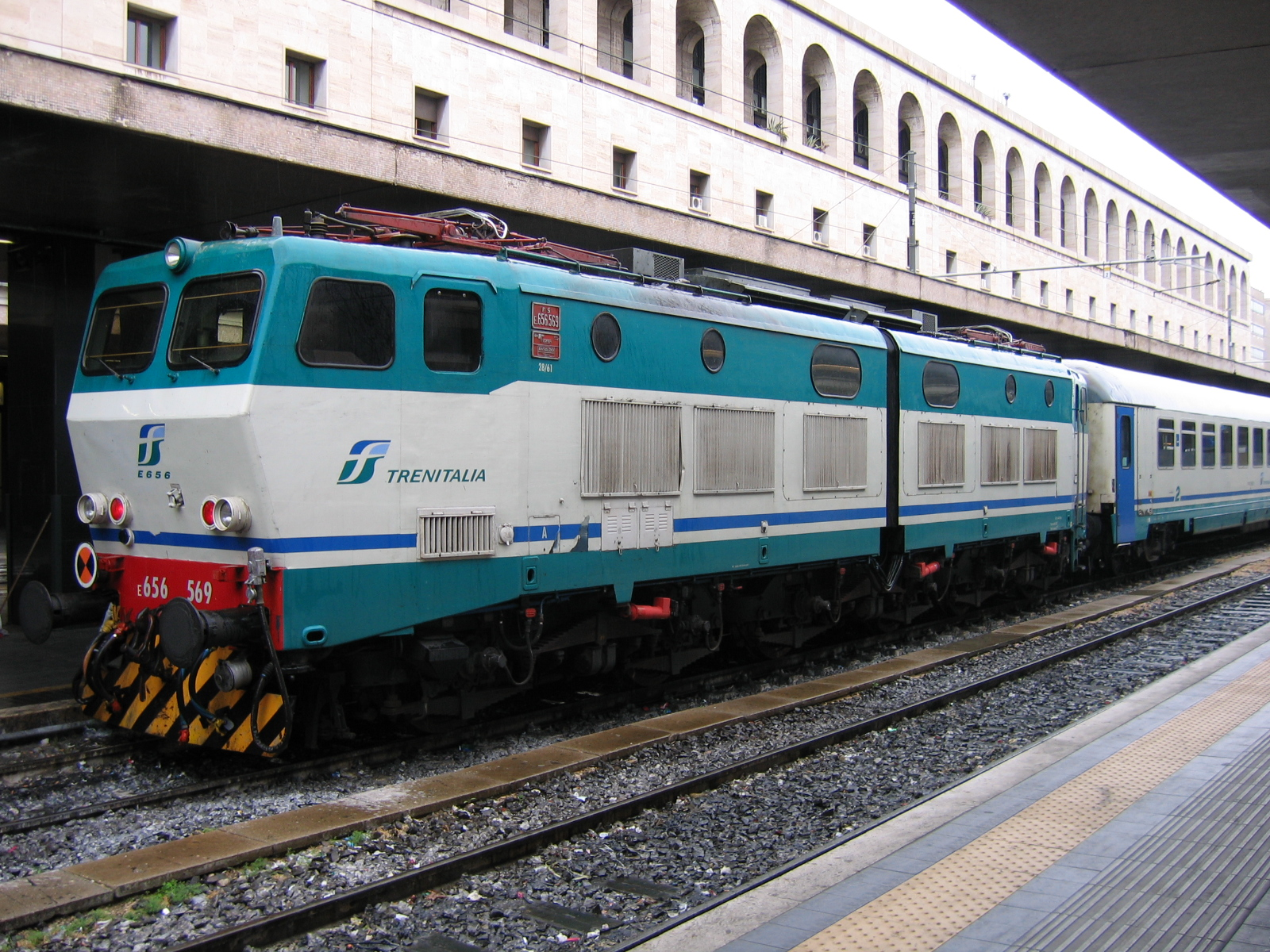
Bo-Bo-Bo的列车

“Bo-Bo-Bo”，是國際鐵路聯盟（UIC）的機車軸式標準之一，相等於美國鐵路協會（AAR）的“B-B-B”。每輛採用這種軸式的機車均擁有為數三組的兩軸轉向架，每根車軸均帶動力，由6台獨立的牽引電動機帶動。
配用Bo-Bo-Bo軸式的電力機車多見於日本、中國、義大利及紐西蘭的鐵路上，當中義大利及紐西蘭的部份機車採用重聯設計，其中一個轉向架為兩節機車共用。
如果機車中每副轉向架的兩根車軸透過齒輪相連及共用牽引電動機的話，則UIC的軸式定義會變成“B-B-B”。

## 採用Bo-Bo-Bo軸式的機車

### 中國
- 6K型
- 韶山7型
- 韶山7B型
- 韶山7C型
- 韶山7D型

### 日本
- DF50型
- DF200型
- EF60型
- EF61型
- EF63型
- EF64型
- EF65型
- EF66型
- EF67型
- EF70型
- EF71型
- EF81型
- EF200型
- EF210型
- EF500型
- EF510型

### 法國 英國
- 歐隧9號電力機車（英语：Eurotunnel Class 9）

### 新西兰
- DJ型柴油机车（英语：New Zealand DJ class locomotive）
- EF型电力机车（英语：New Zealand EF class locomotive）
- EW型电力机车（英语：New Zealand EW class locomotive）

### 韩国
- 8000型

### 苏联及俄罗斯
- VL15型
- VL85型
- VL86F型
- EP1型
- EP10型